# Papp Gábor (festő, 1936)
Papp Gábor (Komáromszentpéter, 1936. július 4.–) magyar festő.

## Életútja
1960-ban kapott diplomát Pór Bertalan, Papp Gyula növendékeként a Képzőművészeti Főiskolán. 1966 és 1969 között Derkovits-ösztöndíjban részesült. Tanulmányutakat tett Olaszországban, Franciaországban és Spanyolországban, de megfordult a környező országokban is. Egyéni kiállítása volt többek között Pécsett 1977-ben (Úti képek, Képcsarnok Vállalat), ugyanebben az évben Szekszárdon a Szinyei Merse Teremben, valamint Budapesten, Szófiában, Münchenben, Garmisch-Partenkirchenben.
1960-tól vesz részt országos kiállításokon Budapesten és vidéken, a Fiatal Művészek Stúdiója tárlatain, külföldi magyar kiállításokon (Amszterdam, Moszkva, Párizs), művei jelentős külföldi és belföldi gyűjteményekben is megtalálhatóak. Dekoratív színvilágú festményein egyforma intenzitással dolgozza fel hazai és külföldi benyomásait. Erőssége a tájkép; expresszív szemlélete olykor drámai színezettel, a tapasztalati valóság mélyebb rétegeinek festői megjelenítésével bővül ki.
Köztéri munkája: Mozaik (Balatonfüred, 1962). Művei közgyűjteményekben: Damjanich János Múzeum, Szolnok; Hadtörténeti Múzeum; Magyar Nemzeti Galéria.
Napjainkban Gellérthegyi otthonának panorámájában alkot.